# Grimsargh
Grimsargh es una localidad situada en el distrito no metropolitano de Preston, en Lancashire, Inglaterra (Reino Unido). Tiene una población estimada, a mediados de 2019, de 2479 habitantes.
Está ubicada en el centro de la región Noroeste de Inglaterra, cerca de la frontera con la región de Yorkshire y Humber, de la ciudad de Lancaster —la capital del condado— y de la costa del mar de Irlanda, y a poca distancia al norte de las ciudades de Liverpool y Manchester.